# Aeroporto Internacional de Quixinau
O Aeroporto Internacional de Quixinau (IATA: RMO, ICAO: LUKK) é o principal aeroporto internacional da Moldávia, localizado a 13 km (8,1 milhas) a sul do centro de Quixinau, a capital. Ele serve como sede da Air Moldova, a companhia aérea nacional do país.

## Historia

### Primeiros anos
Os primeiros voos regulares para Quixinau começaram em 24 de junho de 1926, na rota Bucareste - Galați - Quixinau e Iași. Os voos foram operados por CFRNA, depois LARES. Uma placa comemorativa, descrevendo o primeiro voo para Quixinau, foi colocada no aeroporto.
O terminal principal foi construído na década de 1970, com capacidade para 1.200.000 passageiros por ano.
Desenvolvimento desde os anos 90
Em 31 de maio de 1995, o aeroporto de Quixinau recebeu o status de aeroporto internacional.
Em 2002, após obras da empresa turca Akfen Holding, o aeroporto foi modernizado. Um edifício terminal anexo com uma área de 4.270 m2 (46.000 pés quadrados) foi adicionado ao renovado edifício antigo terminal de 7.600 m2 (82.000 pés quadrados). O projeto abrangeu a construção de divisórias de 3.000 m2, 3.000 m2 de painéis compostos, 12.185 m2 de estrada asfaltada, uma estação de tratamento com capacidade de 3.450 m3 dia, aquecimento mecânico completo, ventilação e sistemas elétricos, juntamente com os sistemas de segurança de raios-X, manuseio de bagagem, relógio mestre e informações de voo. A capacidade anual do aeroporto aumentou para 5,4 milhões de passageiros.
O Aeroporto Internacional de Quixinau é membro do Conselho Internacional de Aeroportos.

### Planos futuros
Existem planos para ampliar o aeroporto. O projeto envolve um empréstimo de 19 milhões de euros para o Aeroporto Internacional de Quixinau para a reabilitação e modernização da pista existente, pistas de taxiamento, aventais e rampas, obras de engenharia, equipamentos de segurança e outros ativos centrais conectados do Aeroporto Internacional de Quixinau. O Banco Europeu de Investimento («BEI») está a considerar o co-financiamento, juntamente com o BERD, até um montante igual.

## Instalações
Havia dez balcões de check-in e cinco portões no aeroporto em 2009. Os hóspedes VIP e CIP recebem serviços especiais no terminal VIP. O terraço de um visitante no segundo andar foi inaugurado em dezembro de 2006.
Anteriormente os passageiros tinham que apresentar seu passaporte, bilhete e seu registro (de estrangeiros - que costumavam ser necessários). Passageiros eram permitidos na sala de check-in. Com a introdução de bilhetes eletrônicos e a abolição do registro para estrangeiros, o aeroporto foi reorganizado no final de 2006. Isso resultou em uma maior sala de check-in e controle aduaneiro agora é após o check-in.
No final de 2017, os planos para uma segunda pista foram revelados. Esta pista tomaria o lugar da pista de taxiamento atual ao norte da pista existente. O projeto começou no início de 2017. A pista 09-27 iniciou as operações em 13 de setembro de 2018.

## Fatos interessantes
Em 2019, o escultor moldavo Veaceslav Jiglitski instalou o grupo escultórico “Tripulação” na sala de check-in de passageiros para embarque.

À entrada do aeroporto desde 2005 existe um monumento à aeronave Tu-134

## Destinos
| companhia aérea                | Destinos |
| ------------------------------ | --- |
| Aeroflot                       | Moscovo-Sheremetyevo |
| Air Moldova                    | Atenas, Bucareste, Barcelona, Paris-Beauvais, Bolonha, Bruxelas, Dubai, Dublin, Florença, Frankfurt, Genebra, Krasnodar, Istambul, Larnaca, Lisboa, Londres-Stansted, Londres Gatwick, Madrid, Milão-Malpensa, Roma-Fiumicino Petersburgo, Tel Aviv-Ben Gurion, Turim, Veneza-Marco Polo, Verona, Viena, Charter Sazonal: Antalya, Bordrum, Heraklion, Tivat |
| Austrian Airlines              | Viena |
| FlyOne                         | Antalya, Barcelona, Birmingham, Dublin, Heráclio, Lisboa, Milão-Malpensa, Moscova DME, Moscova VKO, Parma, Paris CDG, Roma-Fiumicino, São Petersburgo Pulkova, Valência, Venetia, Verona, Voronezh |
| LOT Polish Airlines            | Varsovia-Chopin |
| Lufthansa Regional             | Frankfurt |
| Tandem Aero                    | Charter: Tel Aviv-Ben Gurion |
| TAROM                          | Bucareste Henri Coanda, Timisoara |
| Turkish Airlines               | Istanbul-Atatürk Sezonier: Antalya |
| Ukraine International Airlines | Kiev Boryspil |
| Wizz Air                       | Atenas, Barcelona-El Prat, Beauvais (14 de dezembro de 2018), Berlim-Schönefeld, Bolonha, Bruxelas-Sul (16 de dezembro de 2018), Copenhaga (15 de dezembro de 2018), Dortmund , Memmingen (15 de dezembro de 2018), Milão-Bergamo, Roma-Ciampino, Treviso |